# Psilochorus simoni

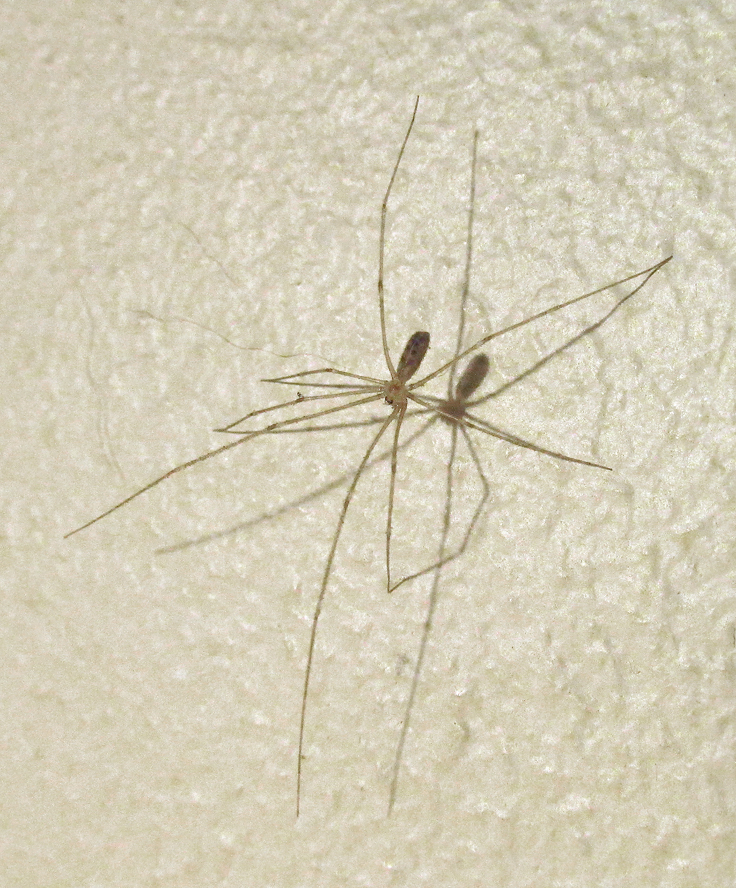
Psilochorus simoni.

Psilochorus simoni (Berland, 1911) è un ragno appartenente alla famiglia Pholcidae.

## Etimologia
Il nome proprio della specie è in onore dell'aracnologo francese Eugène Simon (1848-1924), che il descrittore, Berland, ebbe modo di conoscere al Museo di Scienze Naturali di Parigi.

## Distribuzione
La specie è stata reperita in diverse località dell'USA e dell'Europa; i rinvenimenti di esemplari in altri luoghi sono da intendersi per introduzione della specie in quel territorio.

## Tassonomia
Al 2013 non sono note sottospecie e dal 2011 non sono stati esaminati nuovi esemplari.